# St. Jacobi (Großvargula)

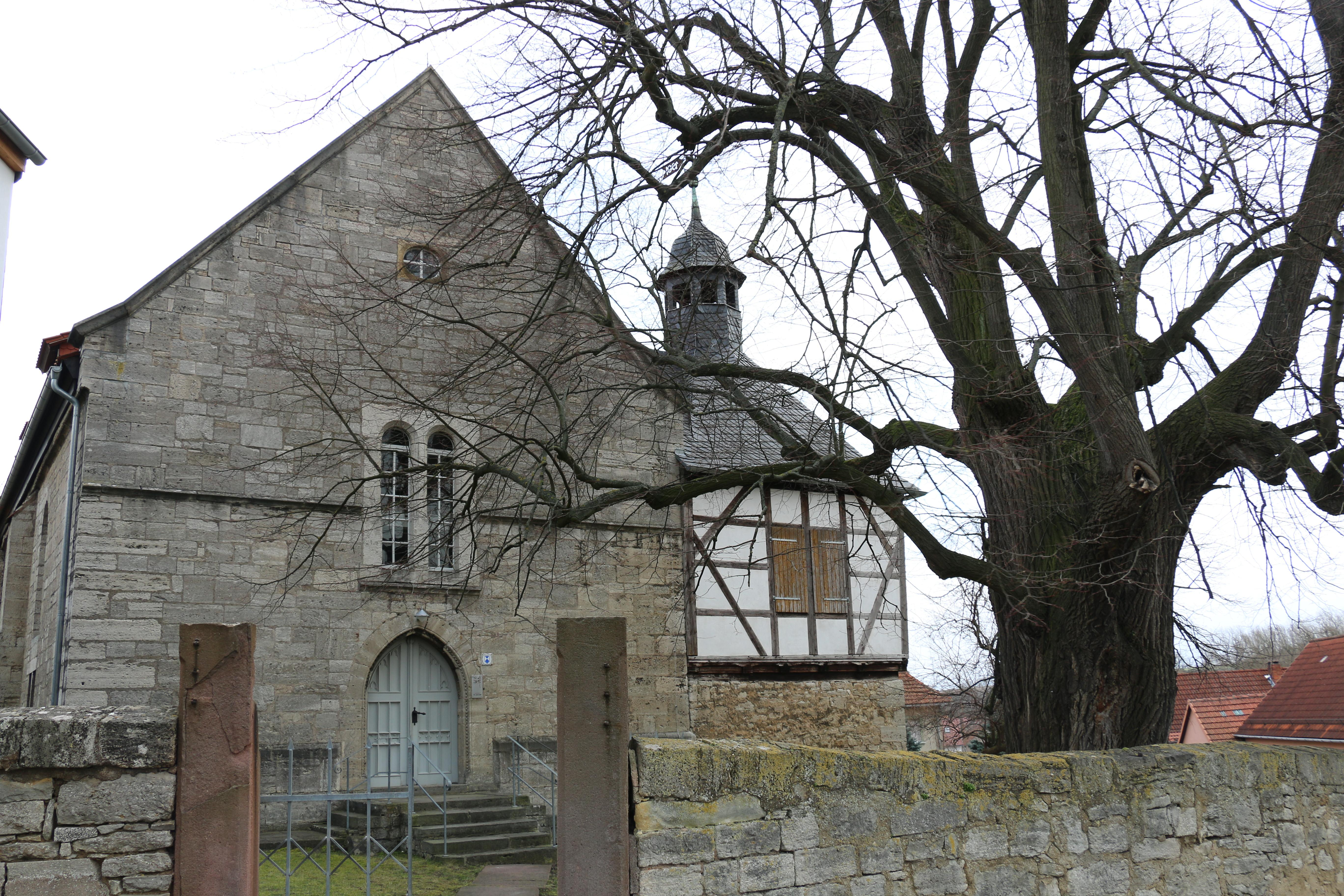
Großvargula, St. Jacobi

Die evangelisch-lutherische Kirche St. Jacobi steht in Großvargula, eine Gemeinde im Unstrut-Hainich-Kreis in Thüringen.
St. Jacobi der Kirchengemeinde Großvargula gehört zur Pfarrei Großvargula im Kirchenkreis Mühlhausen der Evangelischen Kirche in Mitteldeutschland.

## Beschreibung
Die  Kirche wurde ab 1434 in gotischem Stil gebaut. Teile des Steinmaterials stammen wohl von Vorgängern, die an anderen Stellen standen. Im Osten hat sie einen dreiseitigen Fünfachtelschluss. Das Portal im Westen ist mit einem Fries aus Flechtband verziert. Im 17. Jahrhundert wurde die Kirche umgebaut. Am Außenbau sind mehrere Ochsenaugen vermauert, die aus Grabsteinen der Renaissance geschnitten wurden. Die rundbogigen im Westen gekuppelten Fenster die Jahreszahl 1575, gehören also schon der Renaissance an. Ähnlich verweisen die Bögen der großen Seitenfenster auf den Übergang von der Gotik zur Renaissance. Im Süden steht ein Fachwerkhaus mit Dachreiter von 1696, das als Glockenhaus dient. Die Kirche wurde 1902 restauriert. Der geräumige, Kirchenraum ist in ganzer Breite mit einem hölzernen Tonnengewölbe überspannt. Im Widerspruch dazu reichen die Stützen der beidseitigen zweigeschossige Emporen bis an die Decke. Sie wurden 1718 errichtet, ursprünglich drei Emporen, vgl. Arnold Arnstadt, Vargula, Großvargula 1920, S. 257 f. Ihre Brüstungen sind mit alt- und neutestamentlichen Szenen bemalt, vgl. die Beschreibung bei Manfred Jürgen Matschke, Die Emporenbilder der Kirche Sankt Jakobus in Großvargula, Clausthal-Zellerfeld 2017. Die dritte, oberste Empore mit Bildern der Propheten wurde 1883 entfernt. Sie wurden 1883, 1902 und 1978 restauriert. Der neugotische Hochaltar trägt ein Altarbild von Christus als Gärtner, das 1883 Carl Gottfried Pfannschmidt gemalt hat. Der Aufgang und das Tor der steinernen Kanzel von 1609 sind mit Beschlagwerk von 1691 verziert. Die Brüstung ist mit dem Traum Jakobs und das Gleichnis vom verlorenen Sohn bemalt. Am Kanzelkorb ist ein Relief mit Figuren von Christus und den Evangelisten. Das Taufbecken ist aus dem 17. Jahrhundert, der steinerne Opferstock ist von 1571. Die Glocken stammen allesamt aus der Hand von Erfurter Gießern; sie wurden 1562 von Eckhart Kucher, 1610 von Hieronymus Möringk und 1648 von Jacob König gegossen.
Die Orgel mit 26 Registern, verteilt auf 2 Manuale und Pedal, wurde 1830 von Ernst Siegfried Hesse gebaut und 2012 von Jörg Dutschke restauriert.